# Скобінць
Скобінць, Скобінці (рум. Scobinți) — село у повіті Ясси в Румунії. Входить до складу комуни Скобінць.
Село розташоване на відстані 335 км на північ від Бухареста, 57 км на північний захід від Ясс.

## Населення
За даними перепису населення 2002 року у селі проживали 1886 осіб, з них 1885 осіб (99,9%) румунів. Рідною мовою 1885 осіб (99,9%) назвали румунську.

## Галерея

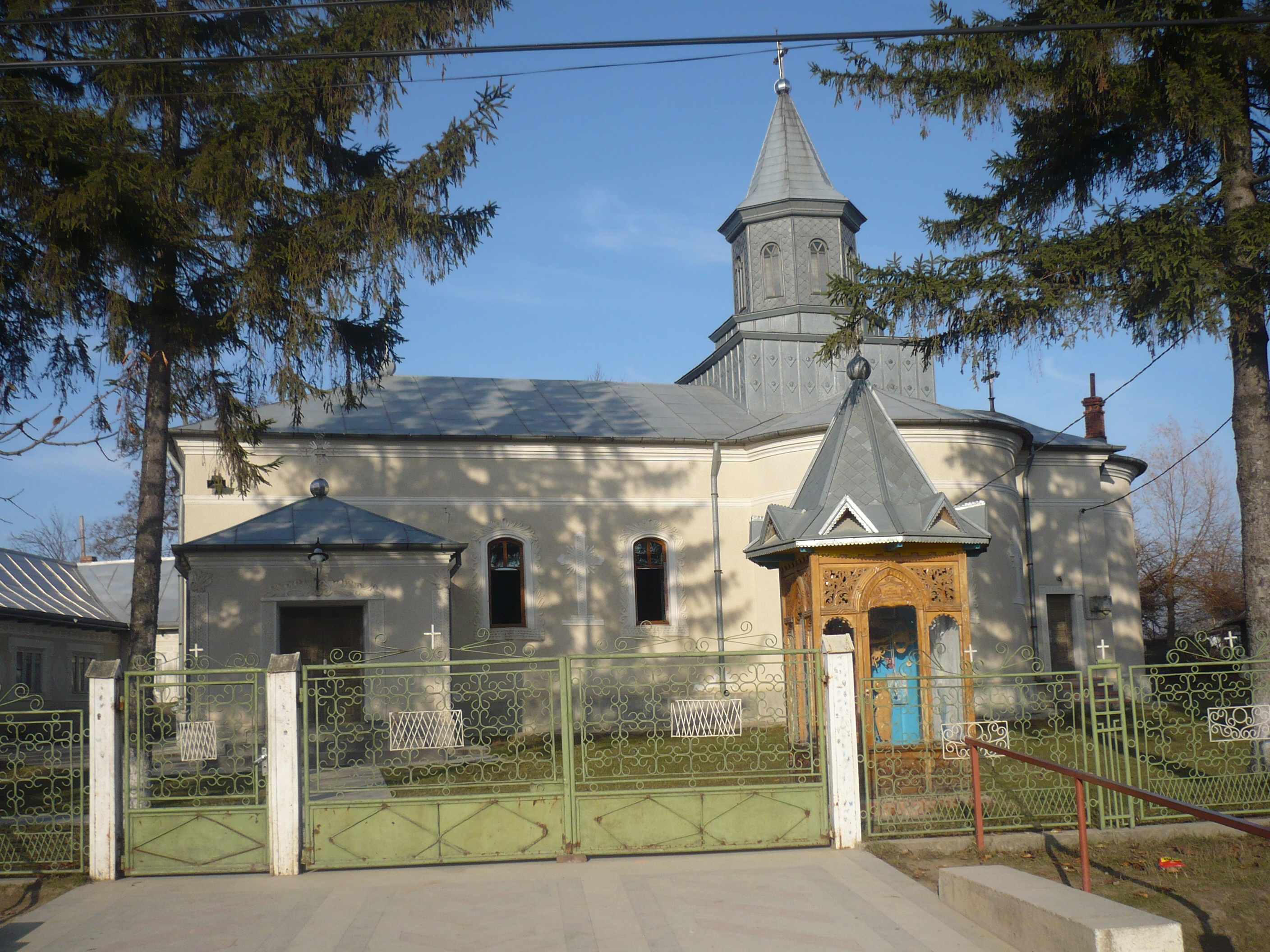
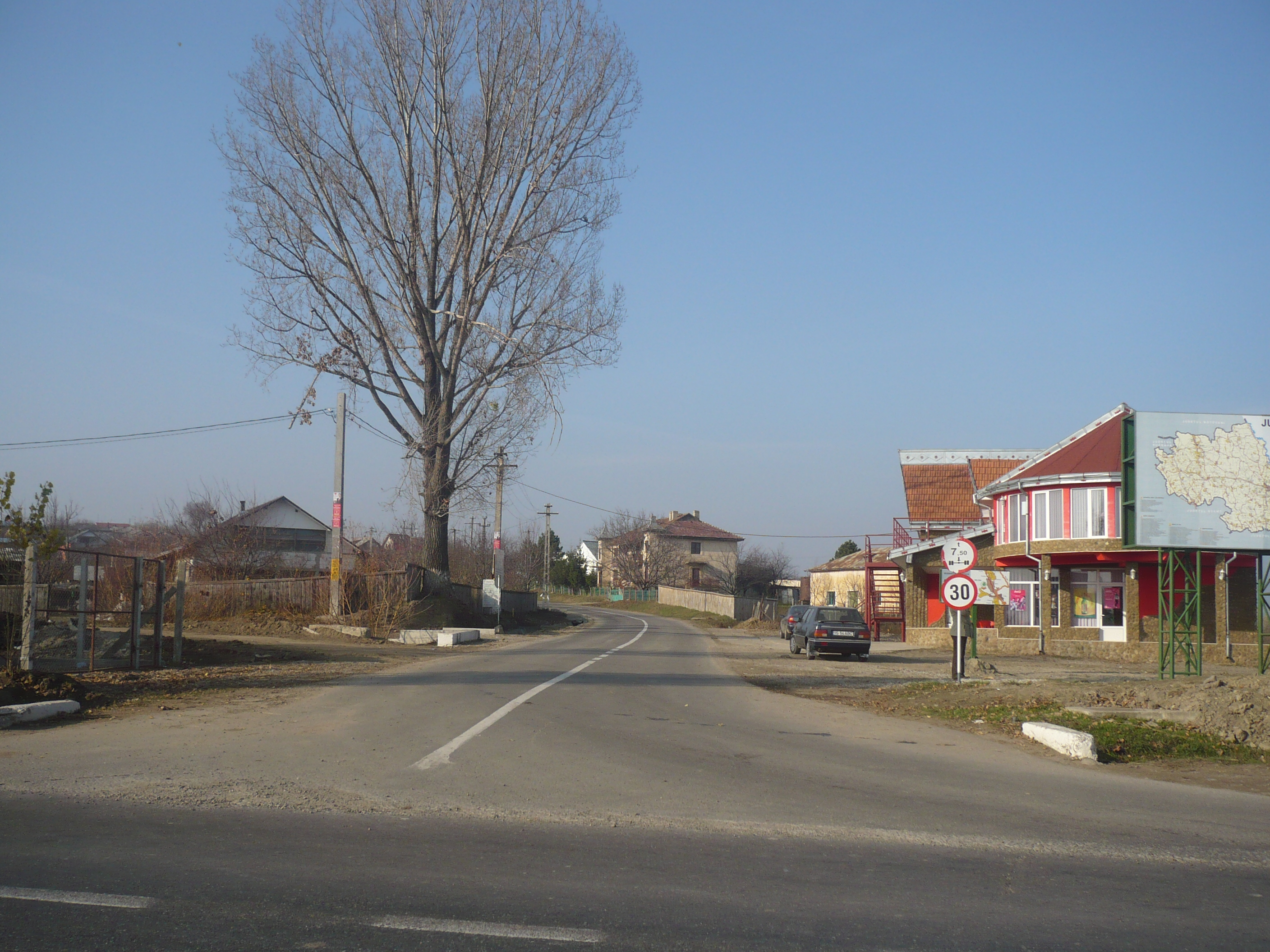
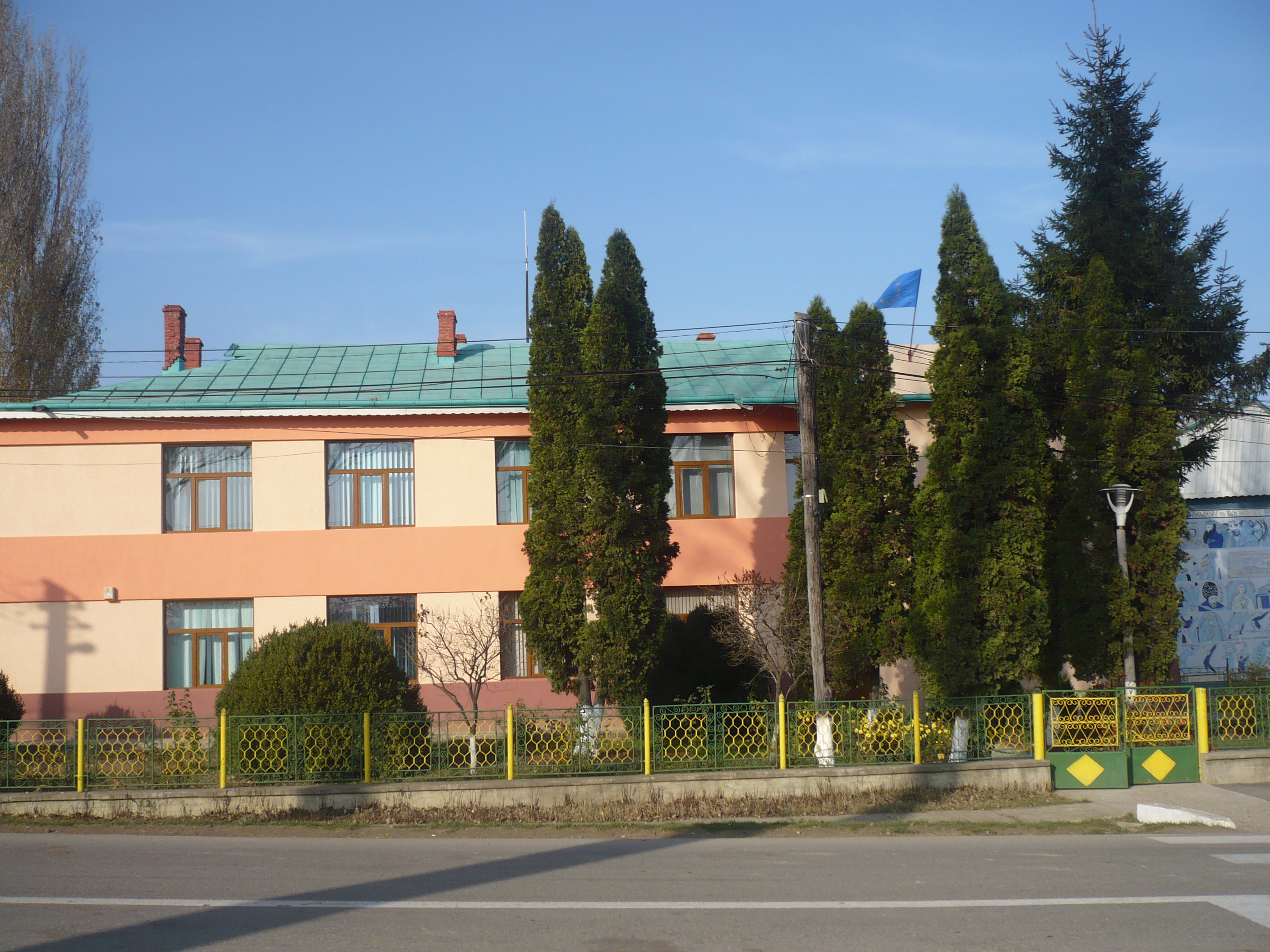
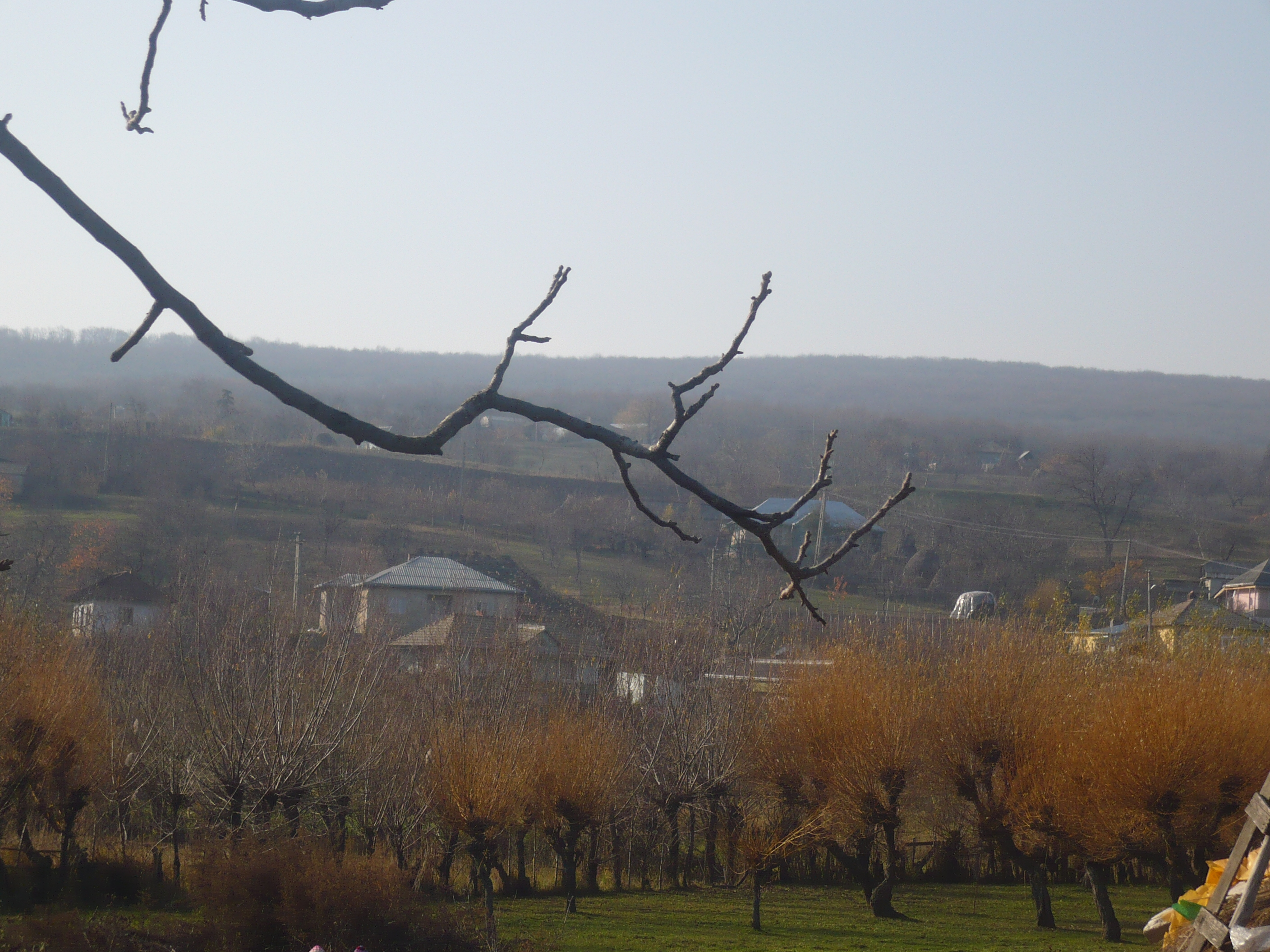